# Storia delle grammatiche spagnole per italiani
La storia delle grammatiche spagnole per italiani risale al Cinquecento. L'apice dell'interesse per la lingua spagnola nella penisola italiana si ha con i Borgia e aumenta nel 1492 con la nomina del papa Alessandro VI e con l'espansione dell'impero spagnolo.
Nel Cinquecento lo spagnolo diventa popolare tra nobili, civili e militari a causa di ragioni commerciali e politiche. Come scrive Baldassarre Castiglione nel Cortegiano, le corti più importanti vantano la presenza di commercianti spagnoli con i quali intrattenere relazioni commerciali. Dal momento che gli spagnoli non parlano l'italiano, la nobiltà comprende l'importanza di imparare la lingua. 
Di conseguenza aumenta la pubblicazione di libri destinati all'apprendimento dello spagnolo, soprattutto a Venezia, Napoli e Roma. Queste opere subiscono negli anni diverse modifiche alla struttura e al tipo di metodologia di avvicinamento alla lingua.
Prima dell'avvento delle grammatiche si utilizzavano glossari e vocabolari bilingue scritti in latino. Tra questi vi sono l'Universal vocabulario en latín y en romance di Alfonso Fernández Palencia e il Dizionario latino-spagnolo di Nebrija. Nelle grammatiche inizialmente si usa la fonetica per paragonare l'italiano con lo spagnolo. In epoca più tarda si includono la morfologia e la sintassi.

## Lagramática de la lengua castellanadi Nebrija
La Gramática de la Lengua Castellana è pubblicata nel 1492. Essa rappresenta il primo tentativo di codificazione della lingua spagnola castigliana per affermare il suo prestigio dato che godeva di uno status inferiore rispetto al latino. È costituita da un prologo, dove vengono elencati gli obiettivi del testo, e da cinque libri; l'ultimo fu inserito successivamente per rendere la grammatica accessibile anche agli stranieri.

## Introducción que muestra Delicado a pronunciar la lengua española, di Francisco Delicado
Introducción que muestra Delicado a pronunciar la lengua española è il primo abbozzo di grammatica spagnola per italiani pubblicata da Francisco Delicado. Essa appare nel 1534 in appendice all'edizione della Tragicomedia de Calisto y Melibea. In quest'opera si usano la fonologia e l'ortografia per comparare i suoni spagnoli con quelli italiani. Delicado ha creato delle liste comparative di suoni spagnoli-italiani focalizzandosi soprattutto sulle consonanti c, ç, g, j, ch, n, ñ, l, ll, q, x, ss, y a eccezione di b, v.
Inoltre, ha descritto l'origine della lingua spagnola, sottolineando la provenienza dal latino e ha supposto l'esistenza della lingua greca nella Penisola iberica.

## Diálogo de la lengua, di Juan de Valdés

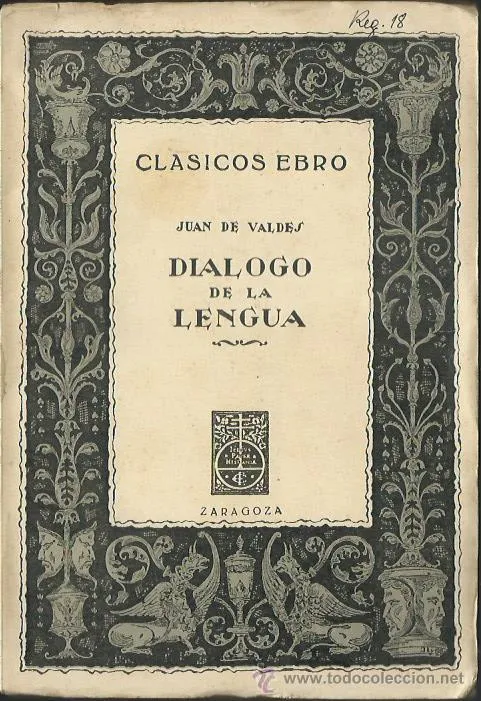
Diálogo de la lengua di Juan de Valdés

Il Diálogo de la Lengua è un'opera di Juan de Valdés, teologo e umanista spagnolo. Fu composto tra i 1535 e il 1536 e consiste in un trattato sulla lingua spagnola scritto in forma di dialogo. L'opera tratta dell'origine della lingua castigliana, dell'accento tonico,di questioni ortografiche e del significato e uso di alcuni vocaboli.

## Introduzione nella quale s'insegna pronunciare la lingua spagnolaAlfonso de Ulloa
Introduzione nella quale s'insegna pronunciare la lingua spagnola è una traduzione dell'opera  Introducción que muestra Delicado a pronunciar la lengua española di Francisco Delicado curata da Alfonso de Ulloa e pubblicata nel 1553. Rispetto al testo originale in quest'opera si aggiunge un raffronto fra il plurale dei sostantivi nelle due lingue e una nota sull'uso della congiunzione spagnola y.

## Il Paragone della lingua Toscana e Castigliana, di Giovanni Mario Alessandri d'Urbino
Nel 1560 viene pubblicato a Napoli Il Paragone della lingua Toscana e Castigliana da Giovanni Mario Alessandri d'Urbino. Come si può intendere dal titolo, l'autore crea un confronto fra la due lingue. In esso sono trattati temi quali: pronuncia, ortografia e morfologia. Viene studiata anche la sintassi, ma come parte della morfologia.

## Osservationi della lingua Castigliana, di Giovanni Miranda

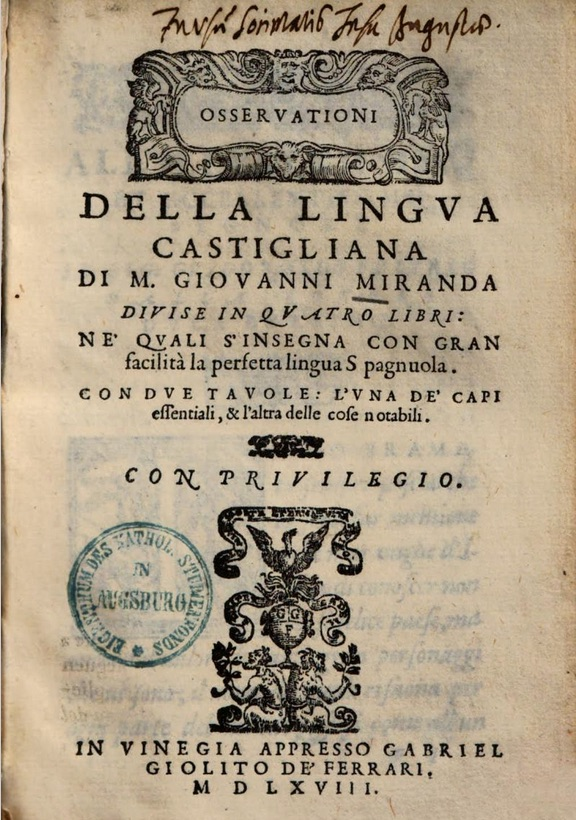
Osservationi della lingua Castigliana di Giovanni Miranda

Nel 1566 Giovanni Miranda (Juan de Miranda) pubblica le Osservationi della lingua Castigliana. Il volume si compone di quattro libri, rispettivamente suddivisi come segue: il primo libro contiene pronuncia, articolo, nome, aggettivo, diminutivi, numerali, cardinali, pronomi personali, possessivi, dimostrativi, relativi; il secondo libro contiene verbi; il terzo libro contiene parti invariabili, comparativi, l'uso dei verbi estar, andar, ir, hallar, caer, picarse e giochi di parole; il quarto libro contiene ortografia e accento tonico.
È un'opera molto più estesa di quella di Alessandri e include anche argomenti non strettamente grammaticali come i giochi di parole.
Le Osservationi si distingue rispetto alle grammatiche precedenti per un notevole sviluppo di molti argomenti e per una sua maggiore snellezza. Per queste ragioni ebbe una grande diffusione e si possono infatti contare tre edizioni rispettivamente nell'anno 1566, 1583 e 1622.

## Il Compendiodi Massimo Troiano
Nel 1569 viene pubblicato a Venezia Il Compendio di Massimo Troiano edito da Bolognino Zaltieri.
Troiano è nato a Napoli e ha abitato durante un breve periodo a Monaco, essendo musicista del Duca di Baviera. 
Il Compendio, scritto in italiano, è considerato una continuazione dei Dialoghi di Troiano e, come questi ultimi, è scritto sotto forma di dialogo tra Fortunio e Marinio. Il luogo nel quale l'autore svolge i dialoghi del Compendio è incerto perché, nella dedica alla regina Cristina di Svezia, egli afferma di stare a "Lanzuotto, città tedesca…", ma la descrizione del luogo ricorda il paesaggio di Napoli.
Il Compendio è basato su una parte della Grammatica di Miranda, a cui è molto fedele, infatti non allunga quasi mai il testo, piuttosto lo riassume, corregge delle imprecisioni e introduce delle piccole modifiche. Ignora vari temi come ad esempio: i numeri cardinali, le coniugazioni dei verbi irregolari, una parte della sintassi del periodo, i lemmi. Inoltre omette le liste dei sostantivi, degli aggettivi e dei verbi e coniuga unicamente i verbi stare "estar" e avere "haver", lasciando la terza coniugazione senza esempi.
Nel primo dialogo riassume i primi tre libri di Miranda e nel secondo dialogo il quarto, che tratta dell'ortografia e dell'accento tonico. Infatti, si interessa all'ortografia e alla pronuncia, non trattando la morfologia e la sintassi.
L'opera termina con una lista di tre pagine con i nomi delle opere tradotte in spagnolo o in italiano, probabilmente inserita da Ulloa in un periodo successivo, dato che le opere presenti sono quasi tutte sue.

## Il Compendio del signor Massimo Troiano tratta dall'Osservationi della Lingua Castigliana del signor Giovanni Miranda. Con le Annotazioni del signor Argisto Giuffredi

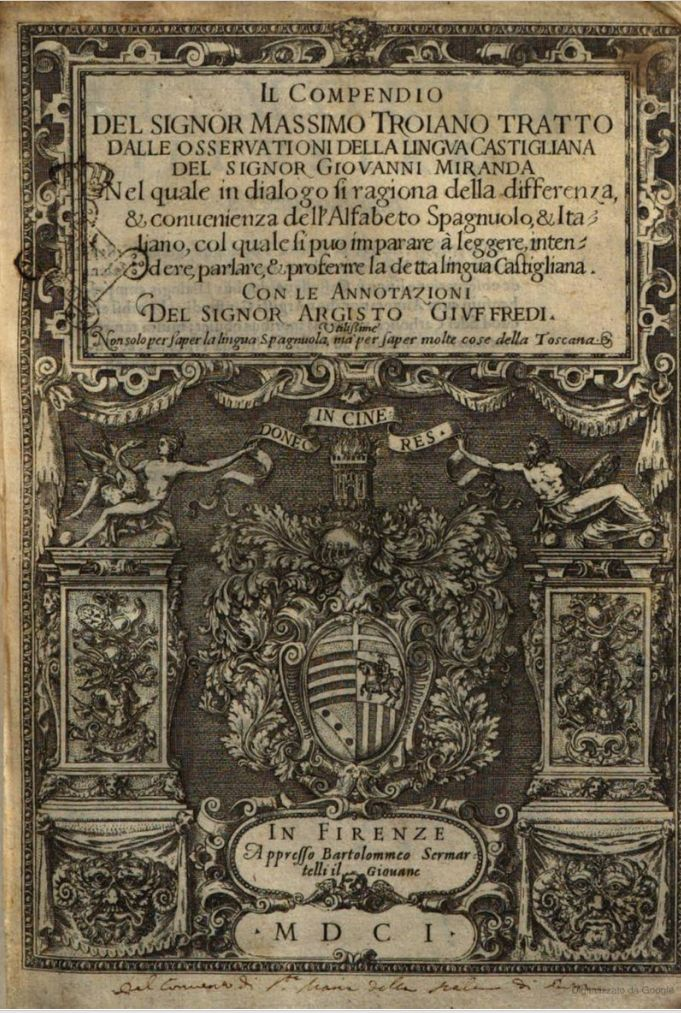
ll Compendio di Massimo Troiano con le annotazioni di Argisto Giuffredi

Nel 1601 compare una nuova pubblicazione dello stesso testo di Troiano, insieme alle note redatte da Argisto Giuffredi. Queste ultime, pubblicate nel 1583, duplicano la lunghezza del testo originale, con un'attenzione speciale alla fonetica e all'ortografia, non dimenticando la sintassi. È mantenuta l'organizzazione conferita da Troiano, suddivisa in due dialoghi, ma il risultato finale è considerato più "attento e dettagliato".
Nell'opera è presente una chiara definizione di fonetica sintattica e ciò traspare nell'analisi della lingua spagnola e nelle sue comparazioni con l'italiano. Ciò consente di distinguere la rappresentazione grafica del suono.
Per la lingua italiana, Giuffredi rivendica una grafia fonetica invece di quella etimologica, che non sarebbe ben accetta durante il Rinascimento, periodo di piena affermazione delle teorie grammaticali.
L'accuratezza usata per realizzare i commenti gli permette di riscontrare degli errori nel testo di Troiano, che egli attribuisce agli editori e non all'autore.

## Grammaire pour apprendre les langues italienne, françoise et espagnoledi Antoine Fabre

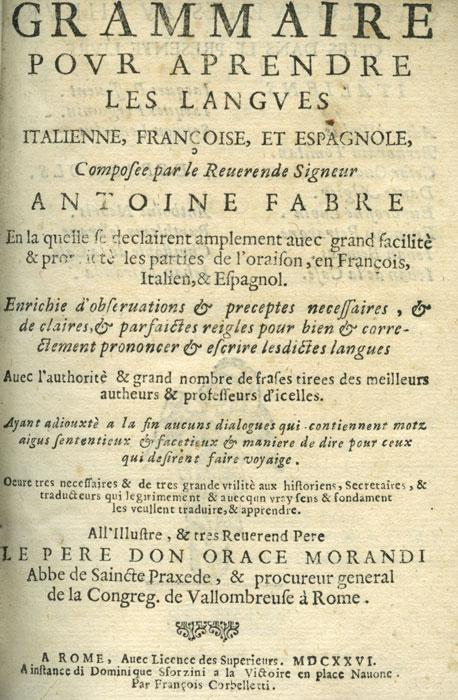
Grammaire pour apprendre les langues italienne, françoise et espagnole

Antoine Fabre nel 1626 pubblica la Grammaire pour apprendre les langues italienne, françoise et espagnole. L'opera è composta da tre grammatiche distinte: italiana, francese e spagnola e comprende una parte introduttiva in latino.Subito dopo il titolo, l'autore afferma che l'opera approfondisce le parti dell'orazione e che è ricca di regole necessarie per una pronuncia corretta. Antoine Fabre precisa che il contenuto lessicale proviene dalle frasi dei migliori autori e maestri. Inoltre, la Grammatica comprende alcuni dialoghi e sentenze. Nella copertina fa riferimento anche al pubblico a cui si rivolge, menzionando i viaggiatori, i segretari, i traduttori e gli storici.
La grammatica è organizzata nelle seguenti categorie grammaticali: pronuncia e ortografia, articolo, nome, pronome, verbo, participio, avverbio, preposizione, interiezione e congiunzione. Inoltre, è presente una parte dedicata ai dialoghi e un'altra alla fraseologia.
L'opera è caratterizzata da molti esempi che spiegano le regole e riserva grande spazio soprattutto ai verbi e ai dialoghi. 
Fabre non ricorre alla suddivisione in capitoli. Per differenziare il nome della categoria grammaticale dalla sua spiegazione e descrizione usa invece lettere di diverso formato. Gli esempi nelle tre lingue sono presentati in colonne.
La Grammatica di Fabre può essere considerata il primo manuale di spagnolo per italiani dato che anticipa Franciosini nell'inserimento dei dialoghi. Inoltre è la grammatica spagnola per italiani più editata durante la prima metà del XVII secolo.
Nonostante ciò, ci sono degli errori linguistici in spagnolo e a volte manca la colonna dedicata allo spagnolo vicino a quella italiana e francese. Per di più, al contrario di ciò che si afferma all'inizio, le regole per una corretta scrittura e pronuncia non risultano sempre tali. Il materiale offerto è adatto alle esigenze di un viaggiatore, ma non ci sono gli elementi specifici per i professionisti contrariamente a quanto citato nella copertina, rispettivamente: gli storici, i segretari e i traduttori.

## La Grammatica della lingua Spagnuola per uso degli Italianidi Lorenzo Franciosini
La Grammatica della lingua Spagnuola per uso degli Italiani di Lorenzo Franciosini fu pubblicata nel 1624 a Venezia da Giacomo Sarzina. Questa Grammatica dovette competere con quella di Juan de Miranda del 1566, che ai tempi di Franciosini continuava a circolare in numerose riedizioni.

## Primus Calamusdi Juan Caramuel

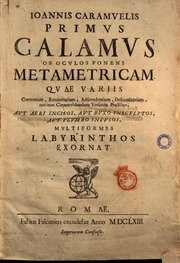
Primus Calamus di Juan Caramuel y Lobkowitz

Nel 1663, Juan Caramuel y Lobkowitz pubblica Metametrica, il primo volume dell'opera Primus calamus. L'opera è scritta in latino, a eccezione delle parti dedicate alla grammatica spagnola e a quella italiana che compaiono nelle lingue corrispondenti.
Il progetto originario dell'opera Primus Calamus prevedeva tre volumi: Grammatica, Rhytmica y Metametrica. Il terzo volume fu pubblicato nel 1663, il secondo nel 1665 e il primo non fu mai scritto. Nella struttura dell'opera mancano il frontespizio e i titoli. Inoltre, paragrafi e capitoli non sono numerati e non contiene gli indici.
Questo volume, nel paragrafo Ortographia e in quello Gramática y sus partes, affronta la pronuncia e l'ortografia, il significato della parola grammatica e delle differenti parti dell'orazione (numero, pronome, verbo, participio, preposizione, avverbio, interiezione e coniugazione). Inoltre, dedica una parte alla sintassi.
Sono inclusi i paradigmi grammaticali, i termini lessicali o i sintagmi spagnoli, italiani e latini.
La grammatica spagnola e quella italiana sono propedeutiche all'apprendimento della lingua latina. In esse vengono trattati: ortografia, declinazioni e generi dei nomi, declinazioni dei verbi regolari e degli aspetti sintattici. Tutti gli argomenti vengono paragonati in due colonne parallele aventi lo stesso schema strutturale.

## La Gramatica española, o' modo de entender, leier y escrivir spañoldi Josef Faustino Perles y Campos

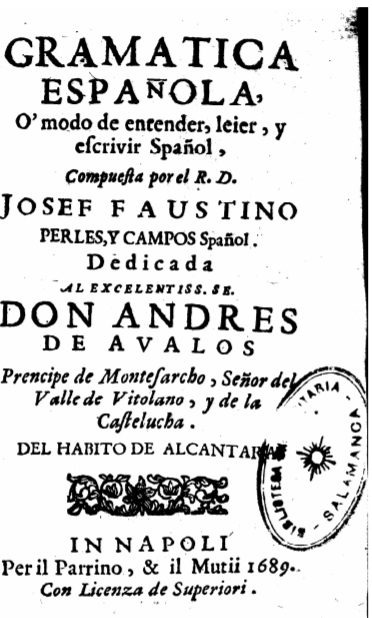
Gramatica Española, o' modo de entender, leier y escribir spañol di Josef Faustino Perles y Campos

La Gramatica española, o' modo de entender, leier y escrivir spañol di Josef Faustino Perles y Campos è stata pubblicata in un'unica edizione a Napoli nel 1689. Nell'opera, la parte grammaticale è redatta in italiano e la parte che si riferisce agli usi contestuali della lingua, invece, in spagnolo. Quest'ultima tratta il lessico dei vestiti, le parti del corpo e i proverbi. Inoltre, una parte è rivolta alle forme di comunicazioni epistolari. 
L'autore non cita le fonti consultate. Nel prologo rivolto al lettore si fa riferimento all'utilizzo dell'opera come strumento per negoziare con le autorità spagnole presenti a Napoli e per la lettura delle autorità spagnole.
L'origine dell'opera è incerta ma alcuni critici hanno riscontrato la presenza di interferenze del catalano.